# Thomas Hicks (bobåkare)
Thomas A. "Tom" Hicks, född 1 juni 1918, död 14 juli 1992, var en amerikansk bobåkare.
Hicks blev olympisk bronsmedaljör i fyrmansbob vid vinterspelen 1948 i Sankt Moritz.